# Microcos loerzingii
Microcos loerzingii är en malvaväxtart som beskrevs av Karl Ewald Maximilian Burret. Microcos loerzingii ingår i släktet Microcos och familjen malvaväxter. Inga underarter finns listade i Catalogue of Life.